# Асоп (мифология)
Асоп (др.-греч. Ἀσωπός) — в древнегреческой мифологии божество реки. Из рек, называвшихся Асопами, две наибольшие и известнейшие, сикионская и беотийская, нашли себе место в мифологии, и притом в мифологических сказаниях эти две реки часто смешиваются.
Сын Океана и Тефии; либо (по Акусилаю) Перо и Посейдона; либо Зевса и Евриномы. По флиасийцам, сын Келусы и Посейдона. Жена Метопа. Сыновья Исмен и Пелагонт и 20 дочерей (одна из них Эгина). По другим, сыновья Пеласг и Исмен и 12 дочерей: Керкира, Саламина, Эгина, Пирена, Клеона, Фива, Танагра, Феспия, Асопида, Синопа, Орния, Халкида. Или у него 9 дочерей: 3 возлюбленных Зевса, 3 — Посейдона, 2 — Аполлона, 1 — Гермеса. Также среди дочерей называют Евбею. Согласно жителям Флиунта, у него 3 дочери: Коркира, Эгина и Фива. Эгина и Фива — младшие дочери Асопа. Дочери Асопа оплакивали Мемнона.
Когда Зевс похитил его дочь , Асоп преследовал его, но Зевс поразил его перуном. Поэтому в реке Асоп есть угли. Побежден Зевсом, принявшим облик орла. По флиасийцам и сикионцам, река Меандр, впадая в море около Милета, доходит до Пелопоннеса и образует Асоп. По словам Ивика, Асоп в Сикионе течёт из Фригии. Его уподобляют быку.